# Barão Geraldo
Barão Geraldo es uno de los cuatro distritos pertenecientes de la ciudad de Campinas, en el Estado de São Paulo, en Brasil.

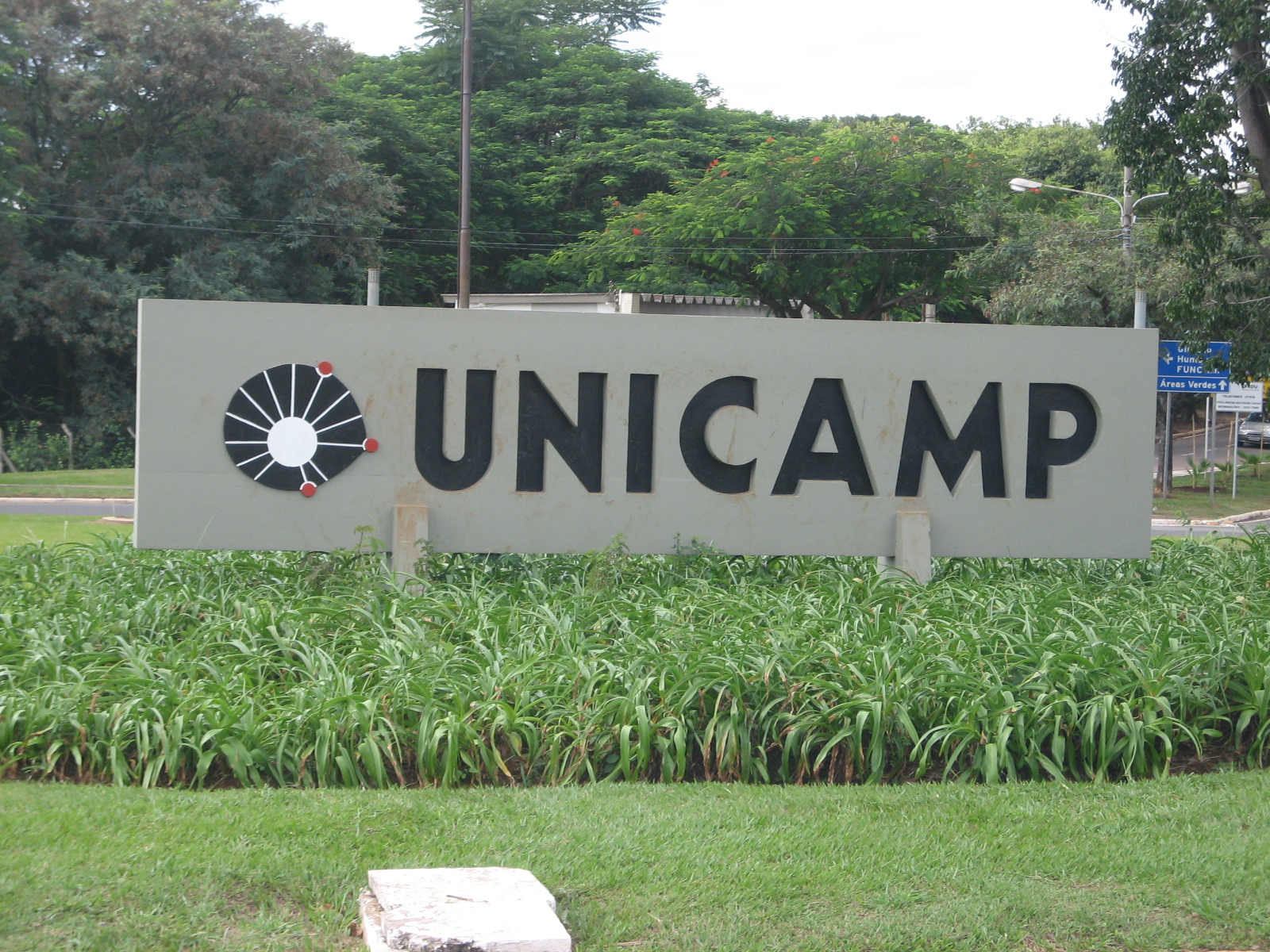
Entrada del campus de Unicamp en el distrito de Barão Geraldo en Campinas.

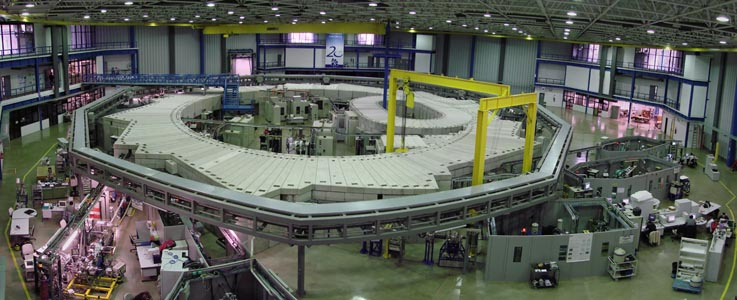
Fotografía panorámica del Laboratorio Nacional de Luz Sincrotrón, en Campinas, estado de São Paulo, el único acelerador de partículas del hemisferio sur.

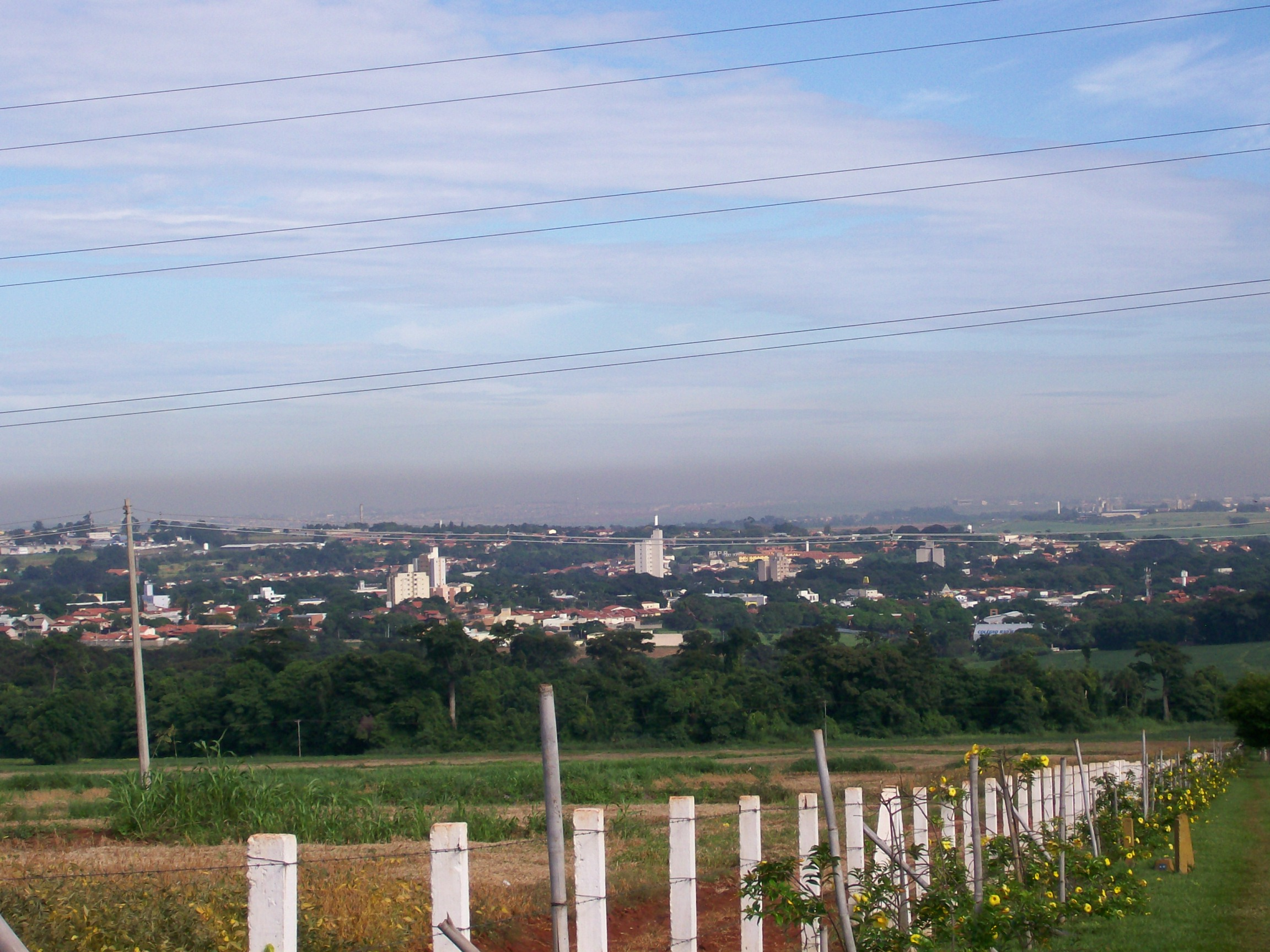
La región central del distrito de Barão Geraldo, vista desde la salida este de UNICAMP.

## Localización
Situado a 12 kilómetros del centro de Campinas, por la Autopista General Milton Tavares de Souza.

## Economía
Es un distrito famoso por ser un centro tecnológico, siendo sede de importantes instituciones públicas y privadas, como la Universidad Estatal de Campinas (Unicamp), la Pontificia Universidad Católica de Campinas (PUC-Campinas), el Centro de Investigación y Desarrollo en Telecomunicaciones (CPqD) y el Laboratorio Nacional de Luz Sincrotrón, además de importantes centros hospitalarios como el Hospital das Clínicas y el Centro Boldrini, referencia mundial en el tratamiento de cáncer infantil.
En el distrito se localiza el polo de alta tecnología de la ciudad, formado por las instituciones de investigación arriba citadas, además de grandes industrias ligadas al sector de la alta tecnología, como HP, IBM, Lucent y Siemens.

## Etimología
El nombre del distrito es un homenaje a Geraldo Ribeiro de Sousa Resende, antiguo barón del café que era propietario de una gran hacienda situada en el emplazamiento, antes de la urbanización de la ciudad. Se caracteriza por estar constituido mayormente por Urbanizaciones y condominios de lujo, concentrando la mayor cantidad de familias ricas y de clase media alta de la ciudad de Campinas.

## Historia
Geraldo de Rezende, Barón a partir de 1889, se casó con Maria Amélia, hija del consejero y desembargador Albino José Barbosa de Oliveira, propietario de otra enorme gleba de tierras, posteriormente conocida como la Hacienda Río de las Piedras. El liberó a los esclavo y empleó en sus tierras a los primeros inmigrantes alemanes, dando inicio a la transición de la esclavitud en la región.
En la época de la fundación de Campinas, en 1799, fueron instalados entre el río Quilombo y la Carretera de Goiás (actual Autopista Mogi Mirim) diversos molinos propiedad del Brigadier Luís António de Sousa Queirós, en las sesmarías obtenidas por su familia.
Parte de una de estas sesmarías, que después sería conocida como Hacienda Santa Genebra, fue adquirida en 1850 por la familia del marqués de Valença, y posteriormente heredada por su hijo más joven, Geraldo Ribeiro de Sousa Resende, que se instaló en ella en 1876.
La hacienda, anteriormente destinada al cultivo de la caña, tuvo su primera plantación de café en 1852, y allá por 1900 ya estaba completamente transformada para este cultivo.

## División administrativa
El distrito cuenta con una subprefectura para auxiliar en la administración de los 19 barrios que lo componen. Son:
- Bosque Palmeiras
- Bosque de Barão
- Ciudade Universitária I
- Ciudade Universitária II
- Guará
- Jardim América
- Jardim do Sol
- Jardim Independência
- Novo Parque Real
- Real Parque
- Residencial Burato
- Residencial Terra Nova
- São Gonçalo
- Solar de Campinas
- Vale das Garças
- Village
- Vila Holândia
- Vila Santa Izabel
- Vila São João

Por ser reducto de estudiantes universitarios, algunos de sus barrios poseen una población fluctuante, siendo posible una caída durante las vacaciones.
- Datos: Q4866112
- Multimedia: Barão Geraldo / Q4866112